# گلی‌جان
گلی‌جان روستایی است که در استان اردبیل، شهرستان کوثر، بخش فیروز، دهستان سنجبد جنوبی قرار دارد.

## جمعیت
بر اساس سرشماری سال ۱۳۸۵ جمعیت این روستا ۴۳۵ نفر با ۸۹ خانوار بوده‌است.